# 希特里
希特里（法語：Chitry，法語發音：[ʃitʁi]）是法国勃艮第-弗朗什-孔泰大区约讷省的一个市镇，属于欧塞尔区。

## 地理
希特里（47°45'43"N, 3°41'59"E）面积15.2 平方千米，位于法国勃艮第-弗朗什-孔泰大區约讷省，该省份为法国中北部内陆省份，西接卢瓦雷省，西北接塞纳-马恩省，南至涅夫勒省，东临科多尔省，东北与奥布省接壤。
与希特里接壤的市镇（或旧市镇、城区）包括：贝讷、库尔吉、凯讷、圣布里勒维讷、圣西尔莱科隆、沃努瓦。

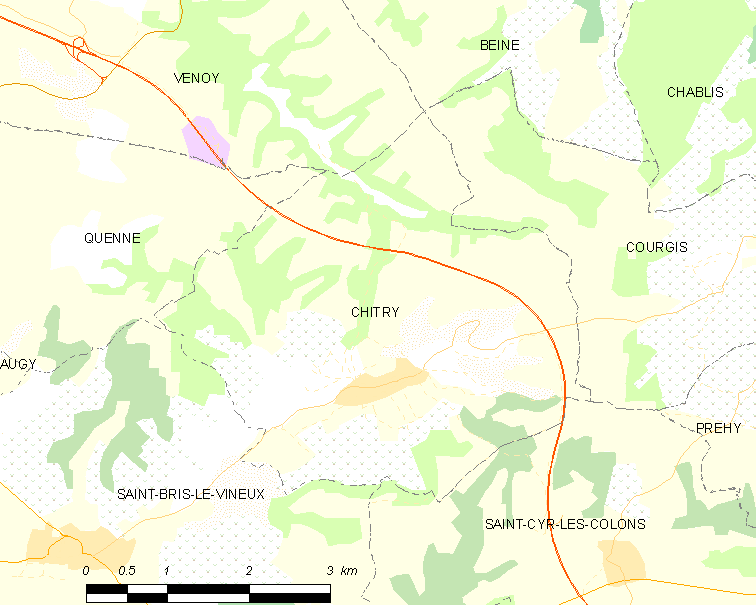
希特里的OSM定位图

希特里的时区为UTC+01:00、UTC+02:00（夏令时）。

## 行政
希特里的邮政编码为89530，INSEE市镇编码为89108。

## 政治
希特里所属的省级选区为沙布利县。

## 人口

1962-2008年间希特里人口变化图示

希特里于2022年1月1日时的人口数量为348人。